# Basseneville
Basseneville est une commune française située dans le département du Calvados en région Normandie, peuplée de 249 habitants.

## Géographie

### Localisation
Basseneville est située dans le pays d'Auge, sur la Dives et sur l'axe Caen - Rouen (N 175), à quatre kilomètres de Troarn et quinze kilomètres de Caen.
| Bavent       |              | Goustranville |
| Troarn       | Basseneville |               |
| Saint-Samson |              | Hotot-en-Auge |

### Hydrographie
La commune est située dans le bassin Seine-Normandie. Elle est drainée par la Dives, le canal du Domaine, le canal Oursin, un bras 01 de l'Eglise, un bras du Saint-Laurent, un bras de la Dives et un bras du canal Oursin,,.
La Dives, d'une longueur de 105 km, prend sa source dans la commune de Gouffern en Auge et se jette  dans la baie de Seine en limite de Cabourg et de Dives-sur-Mer, après avoir traversé 34 communes. 
Le canal Oursin, un canal, chenal et un cours d'eau naturel non navigable d'une longueur de 17 km, prend sa source dans la commune d'Émiéville et se jette  dans le Grand Canal à Brucourt, après avoir traversé sept communes. 

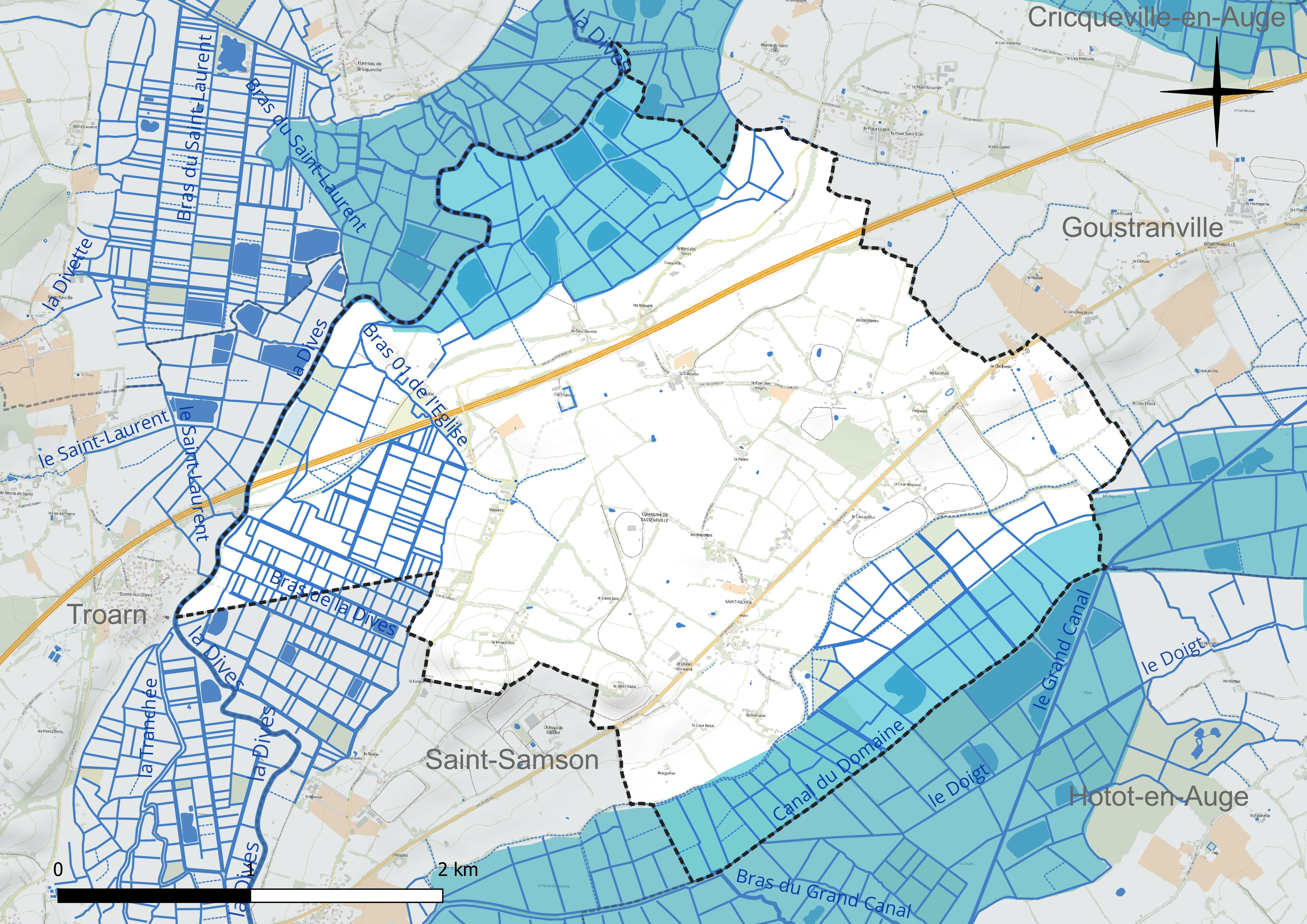
Réseau hydrographique de Basseneville.

### Climat
Pour des articles plus généraux, voir Climat de la Normandie et Climat du Calvados.
En 2010, le climat de la commune est de type climat océanique altéré, selon une étude du CNRS s'appuyant sur une série de données couvrant la période 1971-2000. En 2020, Météo-France publie une typologie des climats de la France métropolitaine dans laquelle la commune est exposée à un climat océanique et est dans la région climatique  Normandie (Cotentin, Orne), caractérisée par une pluviométrie relativement élevée (850 mm/a) et un été frais (15,5 °C) et venté. Parallèlement le GIEC normand, un groupe régional d'experts sur le climat, différencie quant à lui, dans une étude de 2020, trois grands types de climats pour la région Normandie, nuancés à une échelle plus fine par les facteurs géographiques locaux. La commune est, selon ce zonage, exposée à un « climat des plateaux abrités », correspondant à la plaine agricole de Caen à Falaise, sous le vent des collines de Normandie et proche de la mer, se caractérisant par une pluviométrie et des contraintes thermiques modérées.
Pour la période 1971-2000, la température annuelle moyenne est de 11 °C, avec une amplitude thermique annuelle de 11,9 °C. Le cumul annuel moyen de précipitations est de 731 mm, avec 11,8 jours de précipitations en janvier et 7,5 jours en juillet. Pour la période 1991-2020, la température moyenne annuelle observée sur la station météorologique la plus proche, située sur la commune d'Argences à 9 km à vol d'oiseau, est de 11,6 °C et le cumul annuel moyen de précipitations est de 742,9 mm,. Pour l'avenir, les paramètres climatiques de la commune estimés pour 2050 selon différents scénarios d'émission de gaz à effet de serre sont consultables sur un site dédié publié par Météo-France en novembre 2022.

## Urbanisme

### Typologie
Au 1er janvier 2024, Basseneville est catégorisée commune rurale à habitat très dispersé, selon la nouvelle grille communale de densité à 7 niveaux définie par l'Insee en 2022.
Elle est située hors unité urbaine. Par ailleurs la commune fait partie de l'aire d'attraction de Caen, dont elle est une commune de la couronne,. Cette aire, qui regroupe 296 communes, est catégorisée dans les aires de 200 000 à moins de 700 000 habitants,.

### Occupation des sols
L'occupation des sols de la commune, telle qu'elle ressort de la base de données européenne d'occupation biophysique des sols Corine Land Cover (CLC), est marquée par l'importance des territoires agricoles (91,8 % en 2018), en augmentation par rapport à 1990 (87 %). La répartition détaillée en 2018 est la suivante : 
prairies (76,2 %), terres arables (15,7 %), forêts (4,7 %), zones humides intérieures (3,5 %). L'évolution de l'occupation des sols de la commune et de ses infrastructures peut être observée sur les différentes représentations cartographiques du territoire : la carte de Cassini (XVIIIe siècle), la carte d'état-major (1820-1866) et les cartes ou photos aériennes de l'IGN pour la période actuelle (1950 à aujourd'hui).

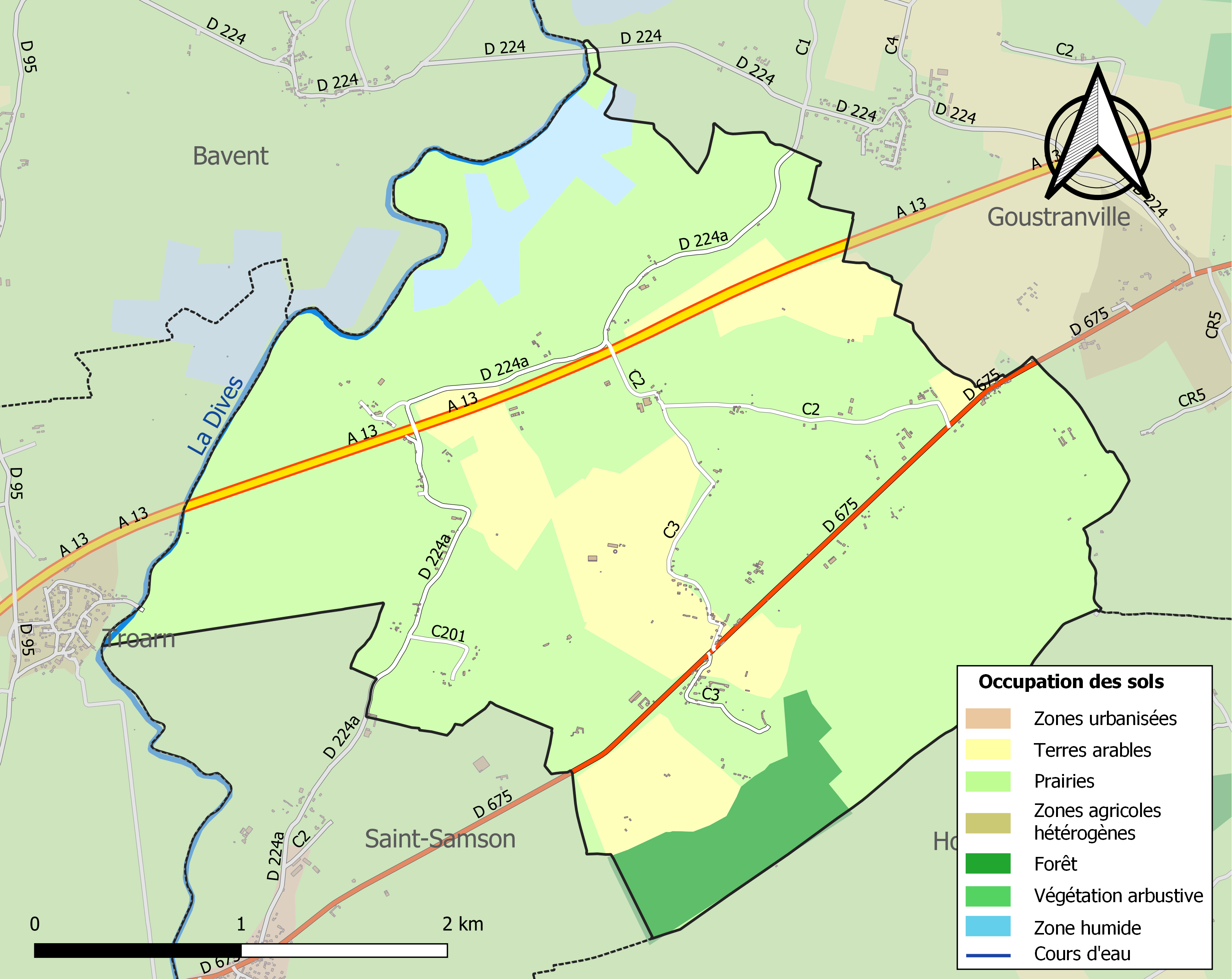
Carte des infrastructures et de l'occupation des sols de la commune en 2018 (CLC).

## Toponymie
Attestée sous les formes Barnevilla en 1059, Basevilla en 1245 , Basanvilla en 1262, Barnevilla en 1269, puis Barnevilla, Bannevilla et Basnevilla au XIVe siècle, Basneville au XVIIIe siècle.
Formé sur un nom homme du vieux scandinave (vieux danois) Barni.

## Histoire
Une gare sur la ligne Caen - Dozulé-Putot a desservi cette commune entre 1881 et 1938. La partie de la ligne située sur la commune a été définitivement fermée à tout trafic en 1943.

## Politique et administration
| Période                                  | Période   | Identité            | Étiquette | Qualité                            |
| ---------------------------------------- | --------- | ------------------- | --------- | ---------------------------------- |
| mars 1983                                | mars 2008 | André Vardon        | SE        |                                    |
| mars 2008                                | mars 2014 | Jean-François Wantz | SE        | Capitaine au long cours (retraité) |
| mars 2014                                | En cours  | Patrice Germain     | SE        | Ingénieur retraité                 |
| Les données manquantes sont à compléter. |           |                     |           |                                    |

## Démographie
L'évolution du nombre d'habitants est connue à travers les recensements de la population effectués dans la commune depuis 1793. Pour les communes de moins de 10 000 habitants, une enquête de recensement portant sur toute la population est réalisée tous les cinq ans, les populations de référence des années intermédiaires étant quant à elles estimées par interpolation ou extrapolation. Pour la commune, le premier recensement exhaustif entrant dans le cadre du nouveau dispositif a été réalisé en 2005.
En 2022, la commune comptait 249 habitants, en évolution de −4,23 % par rapport à 2016 (Calvados : +1,58 %, France hors Mayotte : +2,11 %).
| 1793 | 1800 | 1806 | 1821 | 1831 | 1836 | 1841 | 1846 | 1851 |
| ---- | ---- | ---- | ---- | ---- | ---- | ---- | ---- | ---- |
| 334  | 266  | 302  | 327  | 425  | 446  | 415  | 409  | 367  |

| 1856 | 1861 | 1866 | 1872 | 1876 | 1881 | 1886 | 1891 | 1896 |
| ---- | ---- | ---- | ---- | ---- | ---- | ---- | ---- | ---- |
| 341  | 332  | 360  | 323  | 307  | 302  | 286  | 257  | 240  |

| 1901 | 1906 | 1911 | 1921 | 1926 | 1931 | 1936 | 1946 | 1954 |
| ---- | ---- | ---- | ---- | ---- | ---- | ---- | ---- | ---- |
| 252  | 221  | 216  | 204  | 205  | 188  | 220  | 188  | 197  |

| 1962 | 1968 | 1975 | 1982 | 1990 | 1999 | 2005 | 2006 | 2010 |
| ---- | ---- | ---- | ---- | ---- | ---- | ---- | ---- | ---- |
| 189  | 195  | 197  | 223  | 234  | 263  | 260  | 258  | 260  |

| 2015 | 2020 | 2022 | - | - | - | - | - | - |
| ---- | ---- | ---- | - | - | - | - | - | - |
| 261  | 249  | 249  | - | - | - | - | - | - |

## Culture locale et patrimoine

### Lieux et monuments
- Église Notre-Dame-de-l'Assomption de Basseneville (XIIIe, XVe et XVIIe siècles)

Un arc triomphal de forme ogivale sépare le chœur de la nef. Beau maître-autel orné d'un retable du XVIIIe siècle ayant pour thème l'Assomption de la Vierge. L'autel est marqué 1719.
- Chapelle Saint-Richer (XVe siècle) construite en colombages sur un soubassement en silex. La chapelle est fréquentée par les pèlerins qui viennent implorer saint Richer (ou saint Riquier) pour se guérir de la fièvre. À l'intérieur, statue de saint Richer.
- Mairie construite en 1875. Elle est typique des petites mairies du pays d'Auge[30].

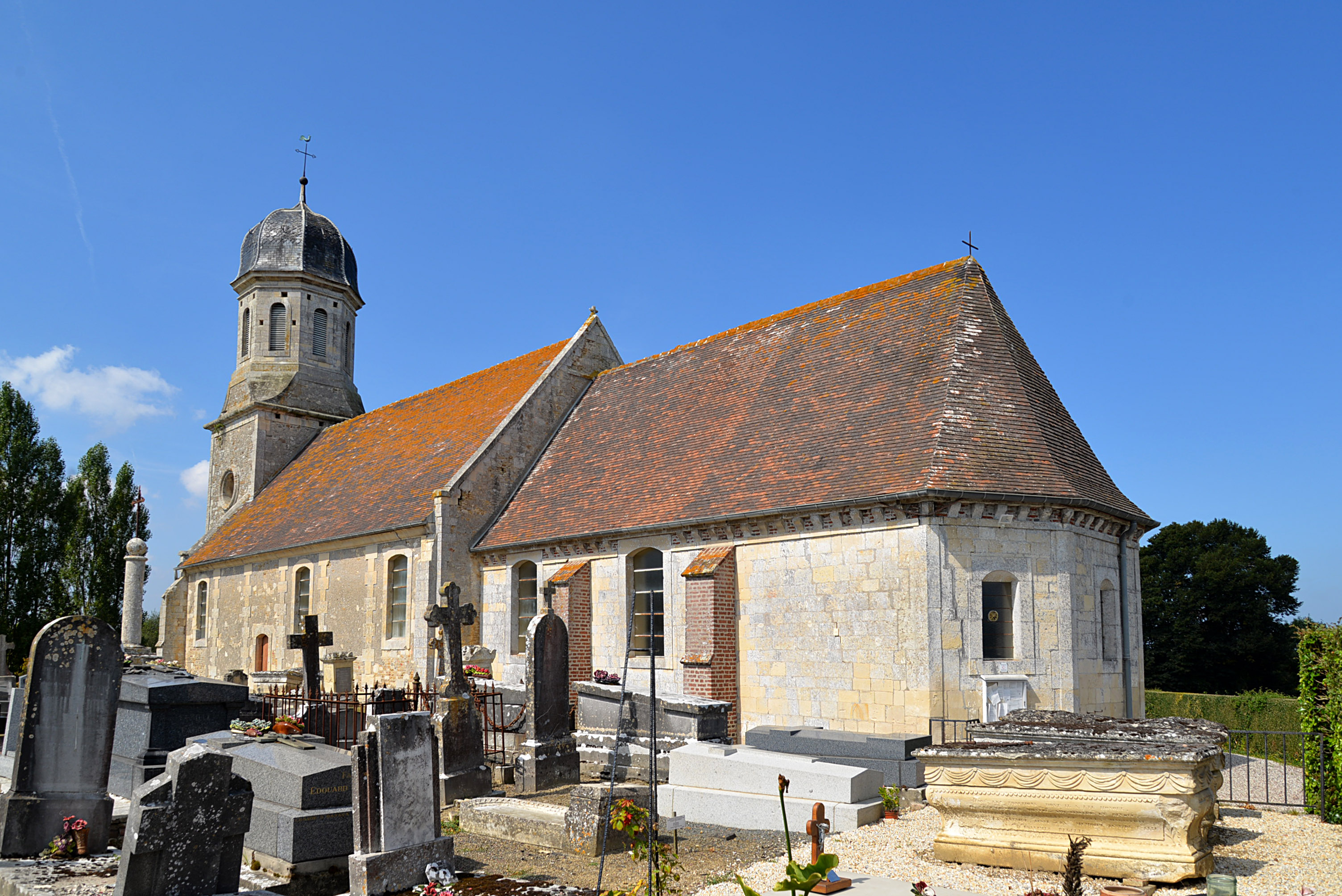
L'église Notre-Dame.
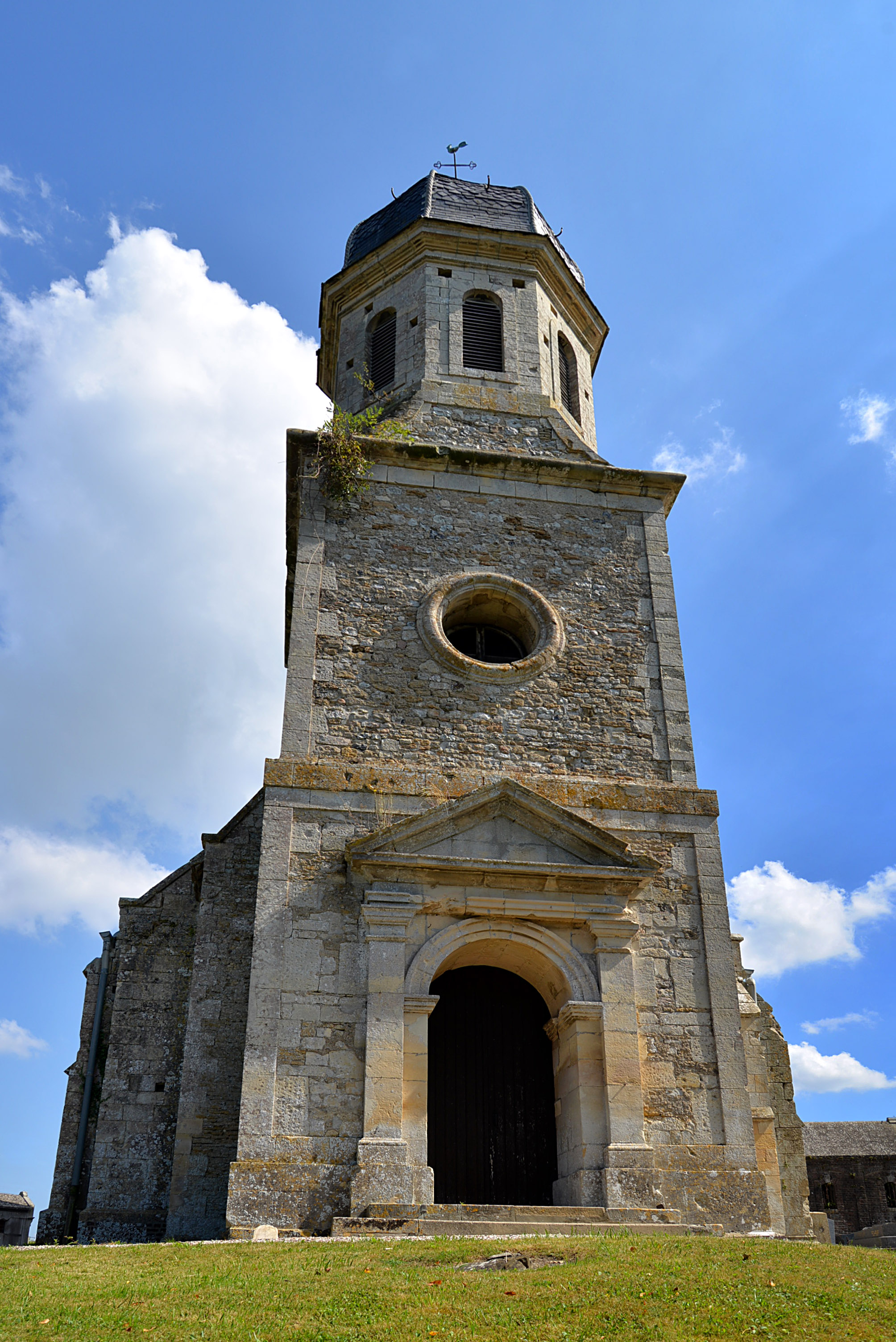
Le clocher de l'église Notre-Dame.
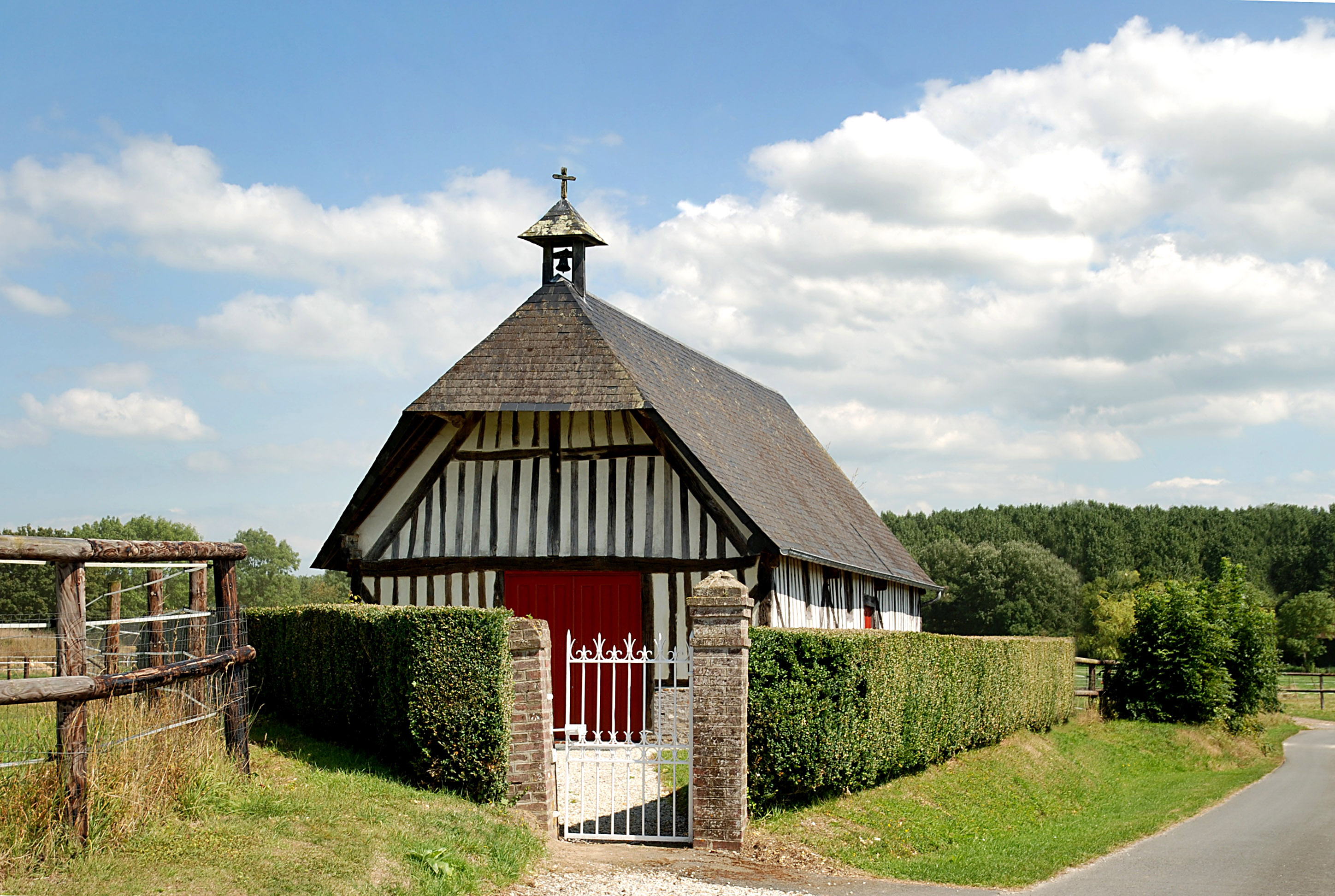
La chapelle Saint-Richer.
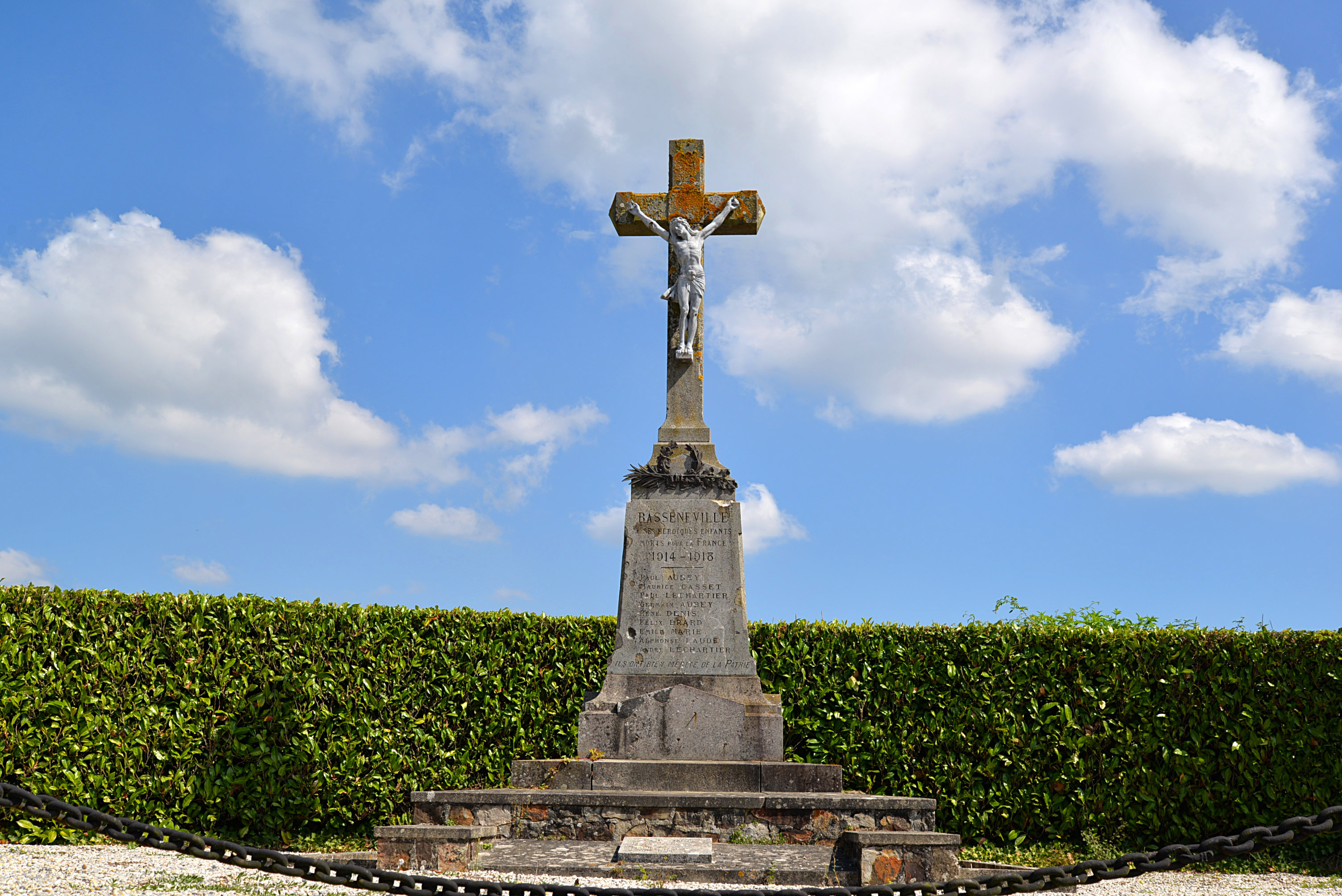
Le monument aux morts.

### Personnalités liées à la commune
- Jean-Victor Durand-Duquesnay (1785 à Basseneville - 1862), botaniste de la Normandie.